# Melanargia occitanica
Melanargia occitanica är en fjärilsart som beskrevs av Eugen Johann Christoph Esper. Melanargia occitanica ingår i släktet Melanargia och familjen praktfjärilar. Inga underarter finns listade i Catalogue of Life.

## Bildgalleri

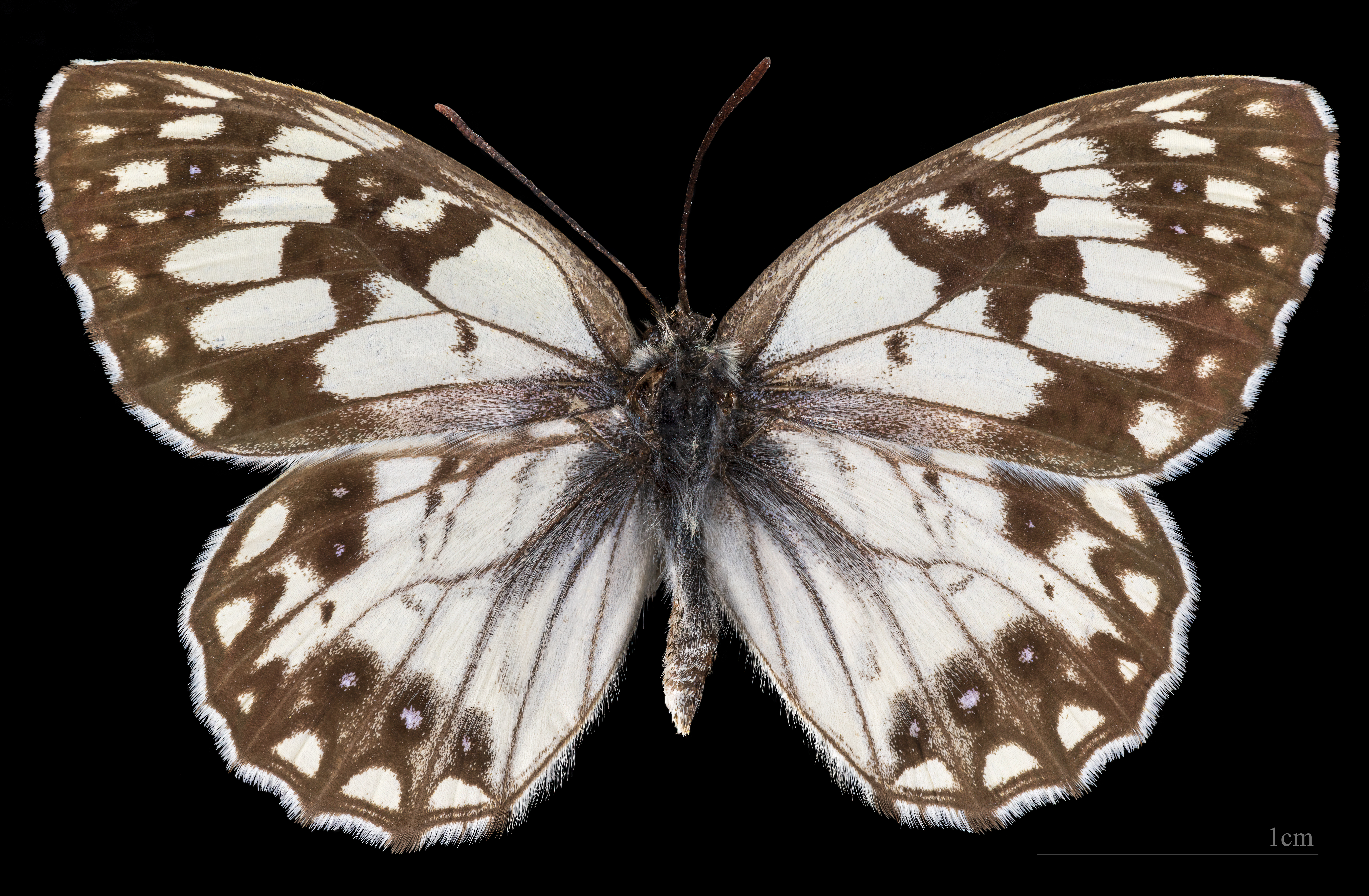
Melanargia occitanica ♂
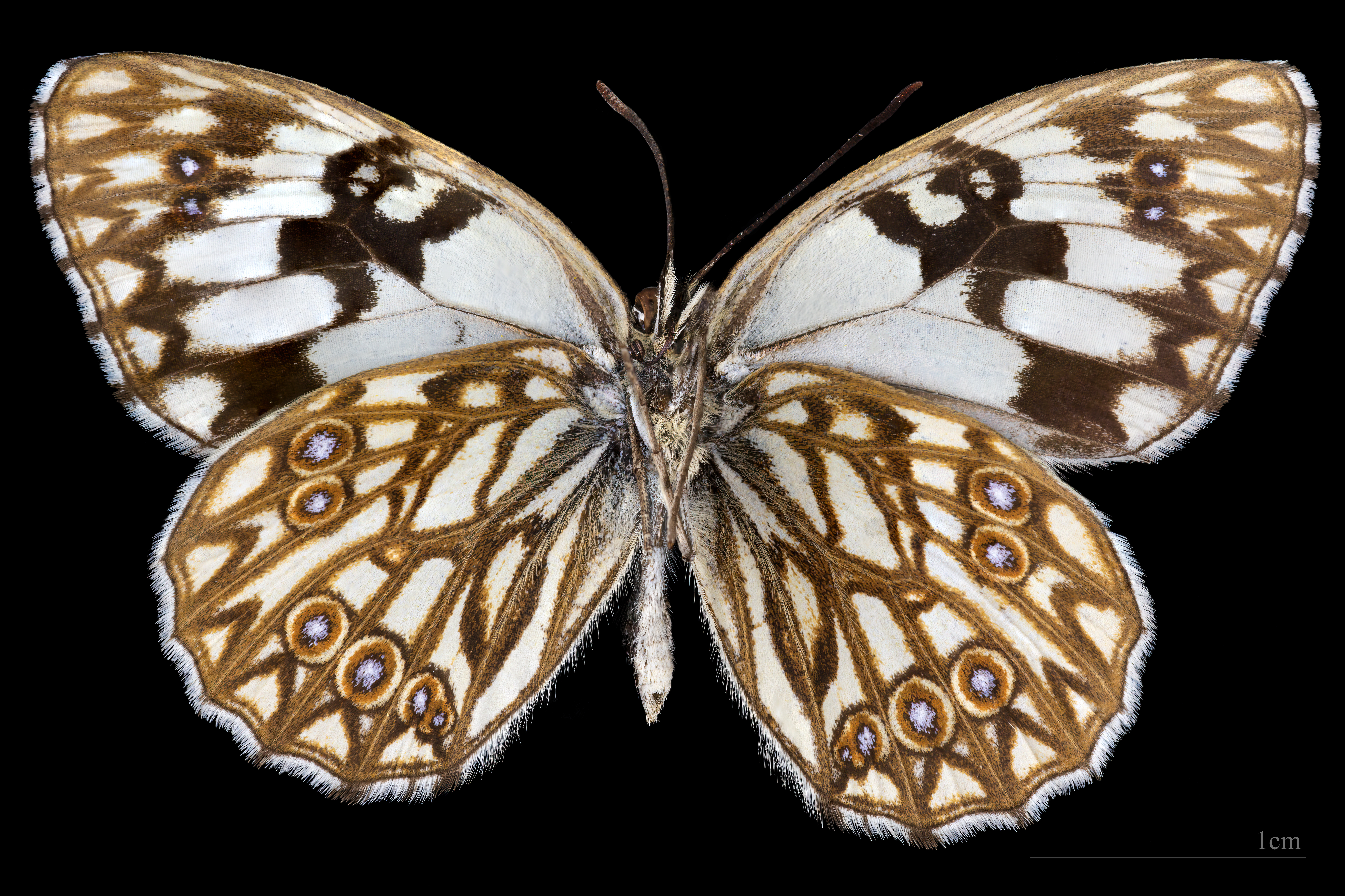
Melanargia occitanica ♂   △